# Enare älv
Enare älv (finska: Inarinjoki, nordsamiska: Anárjohka) är en älvsom tillsammans med bifloderna Skiehččanjohka och Rádjejohka och Tana älv utgör en del av gränsen mellan norska Finnmark fylke och finländska Lappland.
Den börjar 549 meter över havet vid Lulit Bissovárri på sydligaste delen av Finnmarksvidda i sydvästra delen av Anárjohka nationalpark. Den rinner mot nordost genom nationalparken för att sedan vika av mot öster där bifloden Skiehččanjohka och riksgränsen mot Finland, med Lemmenjoki nationalpark på den finska sidan ansluter. Efter Basevuovdi viken floden mot norr och bifloden Goššjohka ansluter från väster. Vid Raidesuolu, cirka 10 kilometer öster om Karasjok, flyter den samman med Kárášjohka älv och bildar Tana älv.
Enare älv har liksom Tana älv gott om lax.